# Universidade Politécnica (Moçambique)
A Universidade Politécnica (A POLITÉCNICA) é uma instituição privada de ensino superior, em funcionamento em Moçambique desde o ano de 1995. Inicialmente designada ISPU (Instituto Superior Politécnico e Universitário), foi criada através do Decreto n.º 44/95, de 13 de Setembro. Através da Resolução n.º 16/96, de 6 de Agosto, foi autorizado o início do seu funcionamento no ano académico de 1996/97.
A POLITÉCNICA possui cerca de 6000 estudantes em Delegações (Unidades Orgânicas Estruturantes - UOE) que leccionam cerca de 15 cursos de Licenciatura nas cidades de Maputo: Instituto Superior de Gestão, Ciências e Tecnologias (ISGCT); Quelimane: Instituto Superior de Humanidades, Ciências e Tecnologias (ISHCT); Tete: Instituto Superior Universitário de Tete (ISUTE); Nampula: Instituto Superior de Estudo Universitários de Nampula (ISEUNA) e Nacala: Instituto Superior Politécnico de Nacala (ISPUNA).
Através do Instituto Superior Aberto (ISA), A POLITÉCNICA oferece diversos cursos à distância e conta com Centros de Apoio nas suas diversas UOE.
A formação ao nível da Pós-graduação (Mestrados e Doutoramentos) n'A POLITÉCNICA é oferecida através do Instituto Superior de Altos Estudos e Negócios (ISAEN), com sede na Cidade de Maputo, em parceria com diversas instituições de ensino superior e pesquisa a nível internacional, particularmente em Portugal, Brasil e Reino Unido.
| N.º | Nome                             | Mandato                                         |
| --- | -------------------------------- | ----------------------------------------------- |
| 1   | Prof. Doutor Lourenço do ROSÁRIO | 13 de Setembro de 1995 - 12 de Setembro de 2017 |
| 2   | Prof. Doutor Narciso MATOS       | 13 de Setembro de 2017 - presente               |

Lema: Labor omnia vincit improbus - "o trabalho perseverante vence todos os obstáculos"
Reitor: Prof. Doutor Narciso MATOS
Vice-Reitor: Prof. Doutor Cristiano MACUAMULE
Campi: Maputo, Quelimane, Tete, Nampula, Nacala
Afiliações: AULP
Página oficial: http://www.apolitecnica.ac.mz/